# USS Day (DE-225)
USS Day (DE-225) là một tàu hộ tống khu trục lớp Rudderow từng phục vụ cùng Hải quân Hoa Kỳ trong Chiến tranh Thế giới thứ hai. Nó là chiếc tàu chiến duy nhất của Hải quân Hoa Kỳ được đặt cái tên này, theo tên hạ sĩ quan Francis Daniel Day (1904-1941), người từng phục vụ cùng thiết giáp hạm Oklahoma (BB-37), đã tử trận trong cuộc Tấn công Trân Châu Cảng vào ngày 7 tháng 12, 1941 và được truy tặng Huân chương Hải quân và Thủy quân Lục chiến. Nó đã phục vụ cho đến khi chiến tranh kết thúc, xuất biên chế năm 1946, rồi cuối cùng bị đánh chìm như mục tiêu vào năm 1969. Day được tặng thưởng hai Ngôi sao Chiến trận do thành tích phục vụ trong Thế Chiến II.

## Thiết kế và chế tạo
Lớp Rudderow có thiết kế hầu như tương tự với lớp Buckley trước đó; vì giữ lại kiểu động cơ turbine-điện General Electric, cung cấp điện năng cho mô-tơ điện để dẫn động hai trục chân vịt. Lớp này còn được gọi là kiểu TEV, do hệ thống động lực Turbo-Electric và cỡ pháo 5-inch (V).
Dàn pháo chính được nâng cấp lên hai khẩu pháo 5 inch (130 mm)/38 cal trên hai tháp pháo nòng đơn, được phân bố một phía trước mũi và một phía sau tàu. Hỏa lực phòng không được nâng lên hai khẩu đội pháo phòng không Bofors 40 mm nòng đôi và mười pháo phòng không Oerlikon 20 mm. Vũ khí chống ngầm bao gồm một dàn súng cối chống tàu ngầm Hedgehog Mk. 10 (có 24 nòng và mang theo 144 quả đạn); hai đường ray Mk. 9 và tám máy phóng K3 Mk. 6 để thả mìn sâu. Con tàu vẫn giữ lại ba ống phóng ngư lôi Mark 15 21 inch (533 mm), và được trang bị radar SL dò tìm không trung và radar SC/SA dò tìm mặt biển. Thủy thủ đoàn đầy đủ bao gồm 15 sĩ quan và 168 thủy thủ.
Day được đặt lườn tại Xưởng hải quân Philadelphia ở Philadelphia, Pennsylvania vào ngày 15 tháng 7, 1943. Nó được hạ thủy vào ngày 14 tháng 10, 1943, được đỡ đầu bởi cô G. Day, em gái hạ sĩ quan Day, và nhập biên chế cùng Hải quân Hoa Kỳ vào ngày 10 tháng 6, 1944 dưới quyền chỉ huy của Hạm trưởng, Trung tá Hải quân Kendall Endicott Read.

## Lịch sử hoạt động
Sau khi hoàn tất việc chạy thử máy huấn luyện, Day khởi hành từ New York vào ngày 14 tháng 10, 1944 để đi sang khu vực Mặt trận Thái Bình Dương, đi đến Hollandia, New Guinea vào ngày 21 tháng 11. Nó hộ tống một đoàn tàu vận tải đi Finschhafen và Morotai từ ngày 9 đến ngày 20 tháng 12, rồi khởi hành từ Hollandia vào ngày 26 tháng 12 để hộ tống một đoàn tàu vận tải đi lại giữa Sansapor và Leyte thuộc quần đảo Philippine.
Từ Leyte vào ngày 4 tháng 1, 1945, Day hộ tống một đoàn tàu gồm 56 tàu kéo đi sang vịnh Lingayen, Luzon thuộc Philippines. Trên đường đi nó phải chống trả ba đợt không kích của máy bay Nhật Bản trước khi đi đến ngoài khơi bãi đổ bộ vào ngày 14 tháng 1. Quay trở lại Leyte vào ngày 18 tháng 1, nó lên đường một tuần sau đó hỗ trợ cho việc đổ bộ lên khu vực San Antonio-San Felipe thuộc Luzon vốn đã được lực lượng du kích Philippine kiểm soát.
Trong tháng 2, Day hoạt động tuần tra và hộ tống vận tại tại chỗ trong khu vực vịnh San Pedro, Philippines. Nó được phân công bảo vệ một đội tàu quét mìn để rà phá thủy lôi trong vịnh Manila, rồi quay trở lại vịnh Subic để hộ tống một đoàn tàu buôn tiến vào cảng Manila, Luzon. Vào ngày 1 tháng 4, nó hỗ trợ cho việc đổ bộ lên cảng Legaspi, Luzon, rồi quay trở lại vào ngày 4 tháng 4 cùng với lực lượng tăng viện. Sang ngày hôm sau nó lên đường để hoạt động như tàu chỉ huy cho một đơn vị quét mìn, rà quét các tuyến luồng chung quanh đảo Balabac, Palawan, mở ra lối đi phía Nam từ biển Sulu vào biển Đông.
Day quay trở lại Leyte vào ngày 3 tháng 5, rồi đến ngày 7 tháng 5 gia nhập một đơn vị đặc nhiệm hướng đến Morotai. Con tàu tham gia chiến dịch đổ bộ lên Borneo từ ngày 7 đến ngày 12 tháng 6, rồi quay trở lại cùng với lực lượng tăng viện từ ngày 21 đến ngày 30 tháng 6. Trong giai đoạn từ ngày 22 tháng 7 đến ngày 22 tháng 8, nó trình diện để phục vụ cùng Tư lệnh Tiền phương biển Philippine, và đảm trách hộ tống các đoàn tàu vận tải đi lại giữa Ulithi và Leyte.
Sau khi chiến tranh kết thúc, Day tiếp tục ở lại hoạt động tại khu vực Philippines cho đến ngày 18 tháng 12, khi nó lên đường quay trở về Hoa Kỳ. Sau khi về đến San Diego, California vào ngày 9 tháng 1, 1946, nó được đưa về thành phần dự bị, rồi được cho rút biên chế vào ngày 16 tháng 5, 1946. Con tàu được đưa vào đội San Diego trực thuộc Hạm đội Dự bị Thái Bình Dương, nhưng bị bỏ không cho đến khi được rút tên khỏi danh sách Đăng bạ Hải quân vào ngày 30 tháng 6, 1968. Cuối cùng nó bị đánh chìm như một mục tiêu ngoài khơi đảo San Clemente, California vào ngày 1 tháng 3, 1969.

## Phần thưởng
Day được tặng thưởng hai Ngôi sao Chiến trận do thành tích phục vụ trong Thế Chiến II.
|                           |  |             |
| Bronze star · Bronze star |  | Bronze star |

| Dãi băng Hoạt động Tác chiến (truy tặng)                                | Dãi băng Hoạt động Tác chiến (truy tặng) | Huân chương Chiến dịch Hoa Kỳ        | Huân chương Chiến dịch Hoa Kỳ                               |
| Huân chương Chiến dịch Châu Á-Thái Bình Dương với 2 Ngôi sao Chiến trận | Huân chương Chiến thắng Thế Chiến II     | Huân chương Chiến thắng Thế Chiến II | Huân chương Giải phóng Philippine với 1 Ngôi sao Chiến trận |